# Rural Hill
Rural Hill – jednostka osadnicza w Stanach Zjednoczonych, w stanie Tennessee, w hrabstwie Wilson.